# Faisal I van Irak

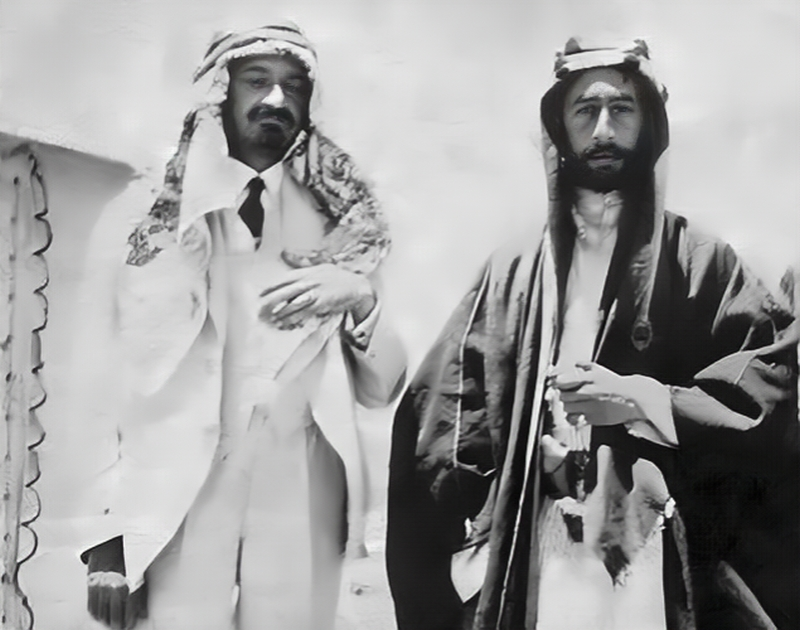
Faisal in 1918 met Chaim Weizmann (links)

Faisal I (Arabisch: فيصل بن حسين بن علي الهاشمي , Fayṣal ibn Ḥusayn) (Taif, 20 mei 1885 – Bern, 8 september 1933) was eerst van 11 maart 1920 tot 25 juli 1920 koning van Syrië (met Britse toestemming). Nochtans was de Syrische regio aan Frankrijk toegezegd als mandaatgebied. Met oorlogsgeweld behaalden de Fransen hun zeggenschap. Na de nederlaag in de oorlog tegen de Fransen leefde Faisal vervolgens een jaar in ballingschap in Groot-Brittannië.
De Britten maakten hem vervolgens koning van het Brits mandaatgebied Irak, waar hij regeerde van 1921 tot zijn dood in 1933. Faisal was de leider van de Arabische Opstand, gericht tegen het Ottomaanse Rijk tijdens de Eerste Wereldoorlog, die gesteund werd door de Britten onder leiding van Thomas Edward Lawrence (Lawrence van Arabië).
Zijn vader, Hoessein ibn Ali, de Sjarif van Mekka, had gedurende de Eerste Wereldoorlog met de Britten samengewerkt en in ruil de verzekering gekregen dat hij een onafhankelijke Pan-Arabische staat mocht stichten. Zo ver kwam het echter niet, om verschillende redenen zoals het in het geheim gesloten Sykes-Picotverdrag. Wel werden Irak en Transjordanië aan zijn zoons toegewezen: Faisal werd koning van Irak en zijn broer Abdoellah Emir van Emiraat Trans-Jordanië.